# شیده (بازیگر)
شیده (زاده ۱۳۱۸ در تهران) بازیگر اهل ایران است

## فیلم‌شناسی
1. جدایی (رضا صفایی ۱۳۴۸)
2. گناه مادر (قدرت‌الله بزرگی ۱۳۴۸)
3. تنگه اژدها (سیامک یاسمی ۱۳۴۷)
4. دختر عشوه‌گر (فریدون ژورک ۱۳۴۷)
5. ستاره هفت آسمان (حسین مدنی ۱۳۴۷)
6. شکار شوهر (نصرت‌الله وحدت ۱۳۴۷)
7. لوطی قرن بیستم (رضا صفایی ۱۳۴۷)
8. زیر گنبد کبود (مهدی رئیس فیروز ۱۳۴۶)